# Queletia
Queletia — рід грибів родини Agaricaceae. Назва вперше опублікована 1872 року шведським дослідником Еліасом Магнусом Фрісом . Плодове тіло Queletia має сферичну форму на ніжці. У представників цього роду Тоненька зовнішня і грубіша внутрішня шкірка, що з віком розпадається на шматки. Назву вид одержав на честь французького міколога Люсьєна Келе

## Класифікація
Згідно з базою MycoBank до роду Queletia відносять 5 офіційно визнаних видів:
- Queletia andina
- Queletia laceratum
- Queletia mirabilis
- Queletia mundkurii
- Queletia turcestanica